# شماره اول
شماره اول (به هندی: Awwal Number) فیلمی محصول سال ۱۹۹۰ و به کارگردانی دو آناند است. در این فیلم بازیگرانی همچون دو آناند، عامر خان، آدیتای پانچولی، پاریکشیت سهنی، آنجان سیرواستاو، بهارات بوشان، کولبوشان کارباندا، آفتاب شیودسانی ایفای نقش کرده‌اند.